# Pedro Muñiz de Godoy
Pedro Muñiz de Godoy (nombre completo Pedro Muñiz de Godoy y Sandoval) (Córdoba, siglo XIV-f. batalla de Valverde, 2 de octubre de 1385) fue un noble y militar castellano.Estuvo al servicio de Enrique II y Juan I, y fue maestre de las órdenes de Alcántara, Calatrava y Santiago.

## Biografía
Sus progenitores fueron Nuño Fernández y Elvira Díaz Tafur, señores del castillo de Montoro, aunque se desconoce la fecha y lugar de su nacimiento. Como consecuencia de la guerra de los Dos Pedros, Pedro Muñiz asumió el maestrazgo de la Orden de Calatrava entre 1357 y 1360 de la mano del rey Pedro IV de Aragón.
Asimismo, durante la primera guerra civil castellana entre el rey Pedro I de Castilla y el pretendiente Enrique de Trastámara, tomó partido por el segundo. Este posicionamiento contrario al monarca hizo que lo vetara cuando el Capítulo decidió otorgarle el maestrazgo de la Orden de Calatrava. Esta parcialidad le llevó a asumir una activa participación en la batalla de Nájera, en 1367, al frente de la caballería calatrava. El maestre entonces cayó prisionero de los ingleses y se tuvo que vender bienes de la Orden para asegurar su liberación. En Córdoba contribuyó de manera decisiva a defender la ciudad del asalto del bando petrista en alianza con el rey Muhammad V de Granada en 1368.
Una vez Pedro I fue asesinado en 1369 en Montiel, Pedro Muñiz continuó neutralizando focos opositores en Carmona y la presión fronteriza de Granada. Aunque no pudo evitar la conquista de Algeciras a finales de ese año, sí que firmó treguas con el rey Muhammad V de Granada. En 1371 se convirtió finalmente en el maestre de la Orden de Calatrava, dignidad que ejerció durante trece años como agradecimiento por el nuevo rey Enrique II, acompañado del título de adelantado mayor de la Frontera. En calidad de tal, firmó en nombre de Juan I de Castilla treguas durante cuatro años con los reyes de Granada, Fez y Tremecén. En 1384 el rey lo nombró nuevo maestre de la Orden de Santiago, aunque el maestrazgo de esta última lo ocupó durante menos de un año, ya que falleció el 2 de octubre de 1385 en la batalla de Valverde.

## Sepultura
Fue sepultado en la capilla de la Conversión de San Pablo de la Mezquita-catedral de Córdoba, también conocida por capilla de los Muñices por su apellido.
| Predecesor: Martín López de Córdoba      | Maestre de la Orden de Alcántara 1369      | Sucesor: Melendo Suárez                  |
| Predecesor: Martín López de Córdoba      | Maestre de la Orden de Calatrava 1371-1384 | Sucesor: Pedro Álvarez Pereira           |
| Predecesor: Fernando Alfonso de Valencia | Maestre de la Orden de Santiago 1384-1385  | Sucesor: García Fernández de Villagarcía |